# Рудня-Тальська
Ру́дня-Та́льська — село в Україні, у Іванківській селищній громаді Вишгородського району Київської області.
Природа краю належить до зони київського Полісся, з переважанням сухих лісів. Назва села складається з двох слів: «руда» і «Таль». Перше слово дісталося назві села так як в минулому на цій території добували руду, а друге — Таль — це назва річки, яка й досі тече поряд.
Населення вимірюється не чисельністю осіб, а кількістю дворів, яких нараховується близько 300.

## Історія
Збудовано село 1615 році за наказом  Ганни Гулевичівни Лозчини – племінниця Галшки Гулевичівни Лозчиної (яка свою землю в Києві віддала під монастир, що згодом переріс у Братство, а потім — в академію, яку сьогодні всі знають як Могилянку). Ганна Гулевичівна Лозчина, у свою чергу, була відома не лише своєю родиною, а й тим, що була активною фігурою в політичному та культурному житті того часу. Вона була дружиною князя Василя-Костянтина Остромадського і активно брала участь у соціально-політичних процесах того періоду. Її родина належала до знатної шляхти, а сама Галшка була особою, що мала значний вплив на навколишнє середовище.
Ганна Гулевичівна Лозчина була менш публічно відома, ніж її родичка Галшка, але вона могла брати участь у родинних справах, мати певний соціальний статус, пов'язаний із родиною шляхтичів Лозчин. 
По закінченні російсько-польської війни 1654—1667  с. Рудня Тальська  залишилась в складі Речі Посполитої.
У 1724 року разом з Іванковом, село перейшло у володіння князів Любомирських.
7 (20) листопада 1917 року, відповідно до Третього Універсалу Української Центральної Ради, увійшло до складу Української Народної Республіки.
У червні 1919 року за рахунок розукрупнення Радомисльського повіту Київської губернії було створено Чорнобильський повіт.
17 листопада 1921 р. під час Листопадового рейду через Рудню-Тальську проходила Подільська група (командувач Сергій Чорний) Армії Української Народної Республіки. Тут у неї стався бій з московським кавалерійським полком, напад якого вдалося відбити.
В 1921 році до Чорнобильського повіту входили 10 волостей: Горностайпільська, Іванківська, Красятицька, Максимовицька, Мартиновицька, Прибірська, Стечанська, Хабнівська, Чорнобильська, Шепелицька. 29 листопада 1922 р. рішенням Президії ВУЦВК до Чорнобильського повіту було приєднано чотири волості Речицього повіту Гомельської губернії, а саме Борцівська, Дернівська, Єльчинська і Савицька.
У 1923 році в Україні було здійснено перший етап переходу до нового адміністративно-територіального поділу країни: повіти були замінені на округи, а волості на райони.
У Київській губернії серед інших виник Малинський округ, до складу якого увійшли територія Чорнобильського і частина Радомисльського повітів, і поділявся на 10 районів, серед яких Іванківський, Розважівський, Чорнобильський.
В 1924 році Малинський округ було ліквідовано, його території у 1925 році було розподілено між Київською і Волинською губерніями. Чорнобильський район разом з Іванківським, Розважівським, Товстоліським та Хабнівським  районами, увійшов до складу Київського округу.
У 1925 році здійснено перехід до трьохступеневої системи управління, коли було ліквідовано губернії, а в 1930 році — до двохступеневої системи, ліквідовано округи, райони підпорядковувалися безпосередньо центру.
У 30-х роках на території України, крім Молдавської АРСР, утворено 5 областей: Харківська, Київська, Вінницька, Дніпропетровська, Одеська. Але новоутворені області видались надто великими, утворювалися нові, території перерозподілялися між областями. Кінець кінцем Чорнобильський район залишився в Київській області, де в 1939 році було ще 52 райони.
22 березня 1941 р. був виданий Указ Президії Верховної Ради УРСР «Про віднесення селища міського типу Чорнобиль Чорнобильського району Київської області до категорії міст районного підпорядкування».
Під час Німецько-радянської війни 808 днів і ночей селище було окуповане німецькими військами.
У 1959 р. Указом Президії Верховної Ради УРСР ліквідовано Новошепелицький і Розважівський райони Київської області. Рішенням виконавчого комітету Київської обласної ради депутатів трудящих Великокорогодська, Замошнянська, Зимовищанська, Іллінецька, Машівська, Новошепелицька, Річицька, Старошепелицька, Стечанська, Чапаївська і Чистогалівська сільські ради Новошепелицькому району передані до складу Чорнобильського району; Денисовицька, Луб'янська і Товстоліська сільські ради — до складу Поліського району.
30 грудня 1962 р. був виданий Указ Президії Верховної Ради УРСР «Про укрупнення сільських районів Української РСР», відповідно до якого на території Київської області скасовано 19 районів (втому числі Димерський), залишилося 12. До Чорнобильського району увійшли сільради Поліського району, за винятком Вовчківської, Залишанської, Красятицької, Стещинської і Шкневської.
У 1965 та 1966 роках пройшло два розукрупнення районів. Склад Київської області змінено з 12 районів до 19, а потім до 24. Відповідно змінювалася територія Чорнобильського району.
14 квітня 1972 р. Указом Президії Верховної Ради УРСР новозбудованому населеному пункту Чорнобильського району присвоєне найменування селище Прип'ять. Цього ж року Прип'ять віднесено до селищ міського типу.
10 квітня 1978 р. рішенням виконавчого комітету Київської обласної ради народних депутатів № 178 у Чорнобильському районі в зв'язку із затопленням населених пунктів водами Київського водосховища та будівництвом Чорнобильської АЕС виключені з облікових даних 4 села: Блистюн Дитятківської сільради, Нагірці Копачівської сільради, Тарасиця Ладижицької сільради, Підлісне Прип'ятської селищної ради.
26 квітня 1986 року на Чорнобильській АЕС сталася найбільша в історії атомної енергетики аварія. Реактор четвертого енергоблоку вибухнув, радіоактивні частки йоду, стронцію та цезію поширилися на північну частину України, Білорусі, Прибалтики, Польщі, Швеції, Фінляндії та інших країн. Подробиці тут -  Чорнобильська катастрофа.
16 листопада 1988 р. вийшов Указ Президії Верховної Ради Української РСР «Про об'єднання Іванківського і Чорнобильського районів Київської області», відповідно до якого Іванківський та Чорнобильський райони Київської області об'єднані в один Іванківський район з центром у селищі міського типу Іванків.
19 липня 2020 року, в результаті адміністративно-територіальної реформи та ліквідації Іванківського району, село увійшло до складу новоутвореного Вишгородського району.
Історія школи
Руднє-Тальська ЗОШ І-ІІ ступенів
У 1927 році в селі Рудня — Тальська було відкрито 4-річну школу, завідував цією школою Петрусь О. І. В школі мали можливість навчатися всі сільські діти, навчання стало безкоштовним. Але люди жили настільки бідно, що не всі могли відправити дітей до школи, не було взуття, одягу, не було коштів на зошити. В школу ходили переважно зимою, бо восени і весною треба було працювати біля землі. До 1934 року в селі було багато неписьменних і малописьменних. Люди навчались в лікнепах, щоб виконати директиви партії і уряду на 100 % охоплення неписьменних навчанням. В 1934 році було охоплено навчанням 100 відсотків дітей шкільного віку. В 1934 році було відкрито 6 — річну школу в хаті розкуркуленого куркуля Мельниченка Макара Михайловича (і сьогодні 5 класних кімнат, учительська знаходяться в цьому приміщенні). З 1936 року по 1941 рік школа була семирічною. Директором школи був Зайчук Петро Іванович. Навчання проводилось у дві зміни. З 1 січня 1944 року було відновлено навчання в школі. З 1944 по 1949 роки директором школи був Гончаренко Василь Іванович. Випускники цієї школи були вчителями- Андрієнко Ольга Василівна, Глущенко Марія Андріївна, Костюченко Олександра Олексіївна. З 1944 по 1962 рік школа була неповна — середня — семирічна. Діти продовжували навчання в куркульській хаті у 5 класних кімнатах. У 50-х роках в 7 класах навчалось до 200 дітей з сіл Рудня — Тальська, Рудня — Шпилівська, Зимовище. З 1949—1952 рік колектив Руднє — Тальської школи очолював Купрієнко Яків Мусійович; 1952—1957 — Копилов Віталій Данилович; 1957—1960 — Мельниченко Галина Іванівна; 1961—1976 — Саутін Микола Григорович (інвалід ВВв, учитель рос. мови і літератури). Школа була мала, тісна, діти вчились у дві зміни. Саутін М. Г. неодноразово піднімав питання про добудову шкільного приміщення перед керівництвом райВНО та райвиконкому. В 1963 році було добудовано чотири класні кімнати та коридор. Добудова була зроблена із дерева, а вже пізніше в 1966 році добудову і старе приміщення було обкладено цеглою. Добудову робили місцеві жителі. До 1964 року в школі було пічне опалення, яке замінили центральним водяним. З цього часу дітям стало в школі тепло, просторо, стали навчатись в одну зміну. В 1976 році директором школи призначили Мельниченко Надію Карпівну, вчителя математики. Школа називалась неповна-середня трудова політехнічна. Велика увага приділялась трудовому вихованню школярів, підготовці їх до життя. В школі було збудовано теплицю, де діти під керівництвом вчителя Борового Михайла Павловича вчились розпушувати ґрунт, висаджувати саджанці в ґрунт, удобрювати і доглядати рослини. Працювали учні і на шкільних навчально — дослідних ділянках, вирощували буряки, моркву, картоплю, капусту. Все зібране здавали в шкільну їдальню, яку було відкрито в 1974 році на 48 місць. За рахунок зданих овочів діти отримували здешевлене харчування. Діти-сироти, напівсироти та діти з багатодітних сімей звільнялись від плати за харчування. В школі велика увага приділялась позакласній роботі, працювали гуртки. Діти були активними учасниками художньої самодіяльності, дуже часто виступали з концертами перед жителями рідного села. В школі був учительський хор, яким керував Шило Віталій Наумович. Чорна смуга лягла на історію Поліського краю 26 квітня 1986 року. Щоб вберегти дітей від впливу радіації влітку 1986 року всіх дітей дошкільного і шкільного віку було на все літо відправлено на оздоровлення в різні здравниці Південних областей. З того часу щорічно всі діти безкоштовно оздоровлюються в санаторіях. В школі організоване безкоштовне харчування дітей, потерпілих від наслідків аварії на Чорнобильській АЗС. В 1986 році до 1 класу вперше було набрано дітей 6-рчного віку і школа стала називатись основна дев'ятирічна школа. В школі було обладнано спальну кімнату на 10 ліжок. За 1987—1989 роки в школі було зроблено добудову — нове приміщення, в якому розмістились одна класна кімната, майстерня, спортивна кімната, бібліотека. Це будівництво було проведено силами місцевого колгоспу. В 1989 році збудували новий сарай, погріб, зроблено капітальний ремонт 5 класних кімнат старого приміщення. Руднє — Тальська школа відома в районі як заклад, де в усі післявоєнні роки, аж до 1970 року, влітку відпочивали діти районних шкіл. В 1980 році було закрито початкову школу в с. Зимовище, в 1992 році — Леонівську основну школу. Зараз діти Леонівки і Зимовища відвідують Руднє — Тальську і частина Феневицьку школи.  За роки керівництва школою Мельниченко Н. К.  поталанило працювати пліч-о-пліч Із чудовими людьми, педагогами за покликанням серця. Це М. І. Керекез-учитель російської мови І літератури, який віддав Руднє-ТальськІй школі 50 років життя, є прикладом для дітей, батьків, учителів. М. П. Боровий і О. А. Борова — вчителі від Бога. Є династії педагогів, зокрема Мельниченків. З 2008 по 2010 рік директором школи була Артемєва Марина Андріївна. З 2010 по 2013 рік Скопич Віра Олександрвна.
З 2013 року директором закладу є Валерко Анатолій Олександрович. На даний час в школі працює вісім вчителів, шість основних і два сумісника. З них 2 вчителя вищої категорії, 2 вчителя І категорії, 1 вчитель ІІ категорії  і 3 спеціаліста.  До цього часу працюють в школі досвідчені вчителі Мельниченко Надія Карпівна вчитель математики, вищої категорії, яка має 48 років педагогічного стажу, Відмінник освіти України, Мусієнко Валентина Петрівна вчитель Української мови та літератури, вищої категорії, з 35 — річним педагогічним стажем, Відмінник освіти України. В школі робиться все можливе щоб дітям було цікаво. Працює гурток «Прикраси свій дім» під керівництвом Іваненко Тетяни Віталіївни, роботи їх беруть участь у районних виставках і займають призові місця. Учні школи під керівництвом вчителя української мови і літератури Мусієнко В.П беруть активну участь у шкільних та районних етапах мовно — літературних конкурсів і здобули призове місце в районі у конкурсі «Зерна доброти». В школі проводяться предметні декади, які дають змогу учням розширити кругозір, пізнати багато нового. Працюючи над питанням «Впровадження родинного виховання» вчителями постійно проводяться  виховні заходи, свята за участі батьків, що дало змогу поєднувати батьків і дітей в єдину велику шкільну родину. В цій роботі слід відмітити таких педагогів Мусієнко В. П., Іваненко Т. В., Кузьменко О. М., Романенко Л. С., Кампова Л. В.
З кінця лютого до 1 квітня 2022 року під час російсько-української війни село було окуповане російськими військами.

## Населення

### Мова
Розподіл населення за рідною мовою за даними перепису 2001 року:
| Мова       | Кількість | Відсоток |
| ---------- | --------- | -------- |
| українська | 247       | 96.86%   |
| російська  | 7         | 2.75%    |
| білоруська | 1         | 0.39%    |
| Усього     | 255       | 100%     |

## Основні проблеми регіону
- відсутність молодого населення (відплив);
- майже відсутнє працевлаштування;
- незаконна неконтрольована вирубка лісів;
- мало зариблена річка.

## Відомі уродженці
- Олексієнко Володимир Михайлович (12.06.1938 — 08.08.2006) — заслужений працівник транспорту України (20.10.1996), працював водієм вантажного автомобіля Іванківського автопідприємства, брав участь у будівництві Київської ГЕС, Чорнобильської АЕС.

Ліквідатор на Чорнобильській АЕС.